# Broderi
Broderi er kunstfærdig udsmykning på tøj eller andre stoffer.
Det er lavet af tråd, som er syet på stoffet i forskellige former og farver for at gøre det smukkere.
Broderier kan være stukket med tråde af silke, uld, hør, bomuld, guld eller sølv.
Broderier ses på klædedragter fra middelalder, rokoko, empire og vore dages haute couture. Og på møbelbetræk fra samme perioder. Der er ofte broderi på dele af nationaldragter. Særligt er huenakker fra Bornholm og Heden (mellem Køge og Roskilde) berømte.
Broderier kan masseproduceres på maskiner. I Danmark findes der flere specialister, som leverer maskinbroderi.
Bayeux-tapetet er et stort broderi fra 11. århundrede.
Hedebosyning er et eksempel på meget specialiseret og raffineret broderi
I daglig tale bruges broderi ofte om korssting. Petitpoint er halve korssting og finere. 